# وحدة مشتركة لمكافحة الإرهاب بأوغندا
الوحدة المشتركة لمكافحة الإرهاب (JATF) عبارة عن وكالة أمنية تابعة لـ حكومة أوغندا. وأنشأت إدارة موسفيني الوحدة المشتركة لمكافحة الإرهاب بموجب قانون مكافحة الإرهاب لعام 2002.
يتمثل التركيز الأساسي للوحدة في محاربة جيش الرب الأوغندي، وهي طائفة متشددة تسيطر على شمال أوغندا وأدرجتها الولايات المتحدة ضمن المنظمات الموصوفة بالإرهابية في عام 2001. وجنبًا إلى جنب مع منظمة الأمن الداخلي (ISO) ورئاسة الاستخبارات العسكرية (CMI)، والتي منها توجه العديد من الأعضاء للانضمام إلى وحدة JATF، وجهت الوحدة المشتركة لمكافحة الإرهاب (JATF) انتقادات دولية بمزاعم التعذيب والاحتجاز غير القانوني الذي تمارسه الحكومة في حق المشتبه بهم-تلك التهم التي نفت الحكومة ارتكابها.

## وصلات خارجية
- Security Force Executions Reported (Human Rights Watch, October 3, 2003)